# Haematopota rubens
Haematopota rubens är en tvåvingeart som beskrevs av Austen 1912. Haematopota rubens ingår i släktet Haematopota och familjen bromsar. Inga underarter finns listade i Catalogue of Life.